# Taeyeon
Taeyeon ([tæːjʌn]; * 9. März 1989 in Jeonju), vollständiger Name Kim Tae-yeon, ist eine südkoreanische Sängerin und Bandleaderin der Gruppe Girls’ Generation.

## Leben
Taeyeon (태연) wurde am 9. März 1989 in Jeonju in der Provinz Jeollabuk-do geboren. Sie hat eine jüngere Schwester und einen älteren Bruder. 2004 gewann Taeyeon beim S.M. Entertainment's 8th Annual Best Contest den Grand Award als beste Sängerin. Daraufhin zog sie nach Seoul und wurde von S.M. Entertainment über fünf Jahre und drei Monate in den Bereichen „Singen“ und „Tanzen“ ausgebildet. Noch vor ihrer Zeit in der Band Girls’ Generation sang sie 2004 mit The One (Kim Hyun-Chul) das Lied „You Bring Me Joy“. Am 5. Februar 2008 schloss sie die Jeonju High School of Art ab und wurde von dieser für ihr Lebenswerk ausgezeichnet.
Sie spricht Koreanisch, Hochchinesisch und ein wenig Englisch.

### Karriere
Ab dem 7. April 2008 moderierte Taeyeon zusammen mit Kang-in von Super Junior die MBC-FM4U-Radiosendung Chinhan Chingu (친한친구; auch Chin Chin genannt). Nachdem Kang-in am 19. April 2009 die Sendung verließ, moderierte sie Chin Chin alleine weiter. Für die Moderation der in Südkorea beliebten Radiosendung wurde ihr 2009 im Zuge der MBC Drama Awards der Rookie of the Year Award verliehen. 2010 wurde sie auf den Republic of Korea Entertainment Arts Awards als beste weibliche Radiomoderatorin ausgezeichnet. Am 25. April 2010 moderierte sie ihre letzte Sendung, nach welcher auch sie Chin Chin verließ.
2008 partizipierte Taeyeon an den Soundtracks zu den TV-Serien Hong Gil Dong (홍길동), mit dem Titel „Manyage“ („만약에“), und Beethoven Virus (베토벤 바이러스), mit dem Lied „Deullinayo…“ („들리나요...“). „Manyage“ war sehr erfolgreich in verschiedenen Online-Charts, und wurde von Cyworld als Song des Monats Februar ausgezeichnet. „Deullinayo“ hingegen wurde mit dem YEPP Popularity Award im Zuge der Golden Disk Awards 2008 ausgezeichnet. Im darauffolgenden Jahr steuerte sie zusammen mit ihrer Bandkollegin Sunny das Lied „Sarangingeoryo“ („사랑인걸요“) zum Soundtrack der Dramasoap Heading to the Ground bei.
Außerdem trat sie in der Reality-Show We Got Married des Senders MBC auf. In dieser Show bildet sie mit dem Komiker Jeong Hyeong-don ein Paar. Dabei wird gezeigt, wie ihr Leben ablaufen würde, wenn beide verheiratet wären. Die Tatsache, dass dieser elf Jahre älter ist als Taeyeon, sorgte unter südkoreanischen Netzbürgern für viel Zündstoff. Die 13 Episoden mit Taeyeon wurden auf MBC vom 25. Januar bis zum 26. April 2010 ausgestrahlt.
Zudem gehörte Taeyeon vom 2. Februar 2010 bis August 2010 dem Moderationsteam von Kim Seung-woos KBS-Talk-Show SeungSeungJangGu (승승장구; WinWin) an.
Am 7. Mai 2010 debütierte Taeyeon als Bühnenschauspielerin in dem Musical Midnight Sun (태양의 노래, Taeyangui Norae). Die Geschichte handelt von dem 17-jährigen Mädchen Kaoru Amane, die an der unheilbaren Hautkrankheit Xeroderma pigmentosum leidet und deshalb kein Sonnenlicht verträgt. Deshalb verlässt sie das Haus nur bei Nacht, um Musik auf ihrer Gitarre zu spielen. Taeyeon erhielt für ihren Auftritt als Kaoru Amane gute Kritiken. Für ihre Rolle in dem Musical lernte sie zuvor das Gitarrespielen. 2011 wurde sie in der Kategorie Bester Neuling der 5th Musical Awards nominiert.

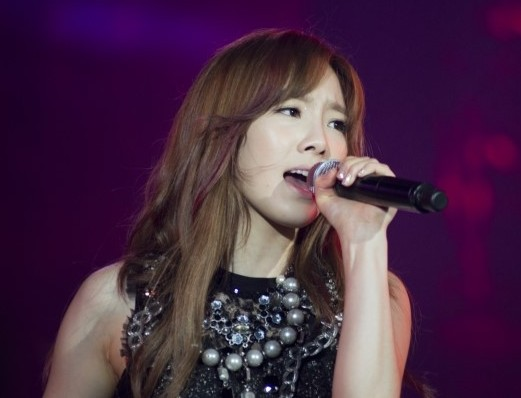
Kim Tae-yeon auf der Expo 2012 in Yeosu

Des Weiteren wurden Taeyeon und ihre Bandkollegin Seohyun als Synchronsprecherinnen für die koreanische Version des Animationsfilms Ich – Einfach unverbesserlich engagiert. Taeyeon lieh dabei dem Mädchen Margo ihre Stimme.
Am 17. November 2010 veröffentlichte sie gemeinsam mit The One die Ballade „Byeolcheoreom“ (별처럼). Die Single erreichte Platz 1 der südkoreanischen Gaon Charts. Am 13. Dezember 2010 wird das Lied „Saranghaeyo“ („I Love You“; „사랑해요“) vom offiziellen Soundtrack der südkoreanischen TV-Actionserie Athena: Goddess of War (아테나: 전쟁의 여신) veröffentlicht, während das Musikvideo bereits am 10. Dezember erschien. Am 31. Januar 2011 erschien die Single „Dalla“ („달라“), die Kim Bum-soo zusammen mit Taeyeon für sein Album SOLISTA: Part 2 aufgenommen hat.

### Girls’ Generation
Girls’ Generation wurde 2007 von S.M. Entertainment gegründet mit Taeyeon als Bandleader. Ihr offizielles Debüt gab die Gruppe am 5. August 2007 in der Musiksendung Inkigayo. Das erste Album Girls’ Generation war das erste einer Girlgroup seit 2002, das sich in Südkorea über 100.000 Mal verkaufte. An diesen Erfolg konnte die Gruppe mit dem folgenden Album und EPs problemlos anknüpfen.
2009 gelang der Gruppe mit dem Titel „Gee“ ein Riesenerfolg. Mit dem Song stellte die Gruppe einen neuen Rekord in der KBS-Sendung Music Bank auf, indem sie neun aufeinanderfolgende Wochen den ersten Platz erreichten.
Des Weiteren sind Girls’ Generation beliebte Werbeträger und warben unter anderem für Nintendo, den Wasserpark Caribbean Bay, und die Stadt Seoul. Im August 2010 begann die Gruppe, ihre musikalischen Aktivitäten auf Japan auszuweiten. Dafür verließen Taeyeon und die anderen Mitglieder diverse TV-Shows.

## Diskografie
Studioalben

| Jahr | Titel Musiklabel                                        | Höchstplatzierung, Gesamtwochen, AuszeichnungChartplatzierungen (Jahr, Titel, Musiklabel, Platzierungen, Wochen, Auszeichnungen, Anmerkungen) | Höchstplatzierung, Gesamtwochen, AuszeichnungChartplatzierungen (Jahr, Titel, Musiklabel, Platzierungen, Wochen, Auszeichnungen, Anmerkungen) | Anmerkungen                                                                                     |
| Jahr | Titel Musiklabel                                        | KR | JP | Anmerkungen                                                                                     |
| ---- | ------------------------------------------------------- | --- | --- | ----------------------------------------------------------------------------------------------- |
| 2017 | My Voice SM Entertainment (Genie Music)                 | KR1 (9 Wo.)KR | JP39 (1 Wo.)JP | Erstveröffentlichung: 28. Februar 2017                                                          |
| 2017 | My Voice: Deluxe Edition SM Entertainment (Genie Music) | KR1 (46 Wo.)KR | — | Erstveröffentlichung: 5. April 2017                                                             |
| 2019 | Purpose SM Entertainment (Dreamus)                      | KR2 (10 Wo.)KR | JP25 (1 Wo.)JP | Erstveröffentlichung: 28. Oktober 2019                                                          |
| 2020 | Purpose (Repackage) SM Entertainment                    | KR2 (9 Wo.)KR | — | Erstveröffentlichung: 15. Januar 2020; mit neuer Single Dear Me und zwei weiteren, neuen Titeln |
| 2022 | INVU SM Entertainment (Dreamus)                         | KR2 (7 Wo.)KR | JP18 (1 Wo.)JP | Erstveröffentlichung: 14. Februar 2022                                                          |

## Privatleben und Familie
An ihrem 31. Geburtstag, an dem Taeyeon ihre Single Happy ursprünglich veröffentlichen wollte, starb ihr Vater an den Folgen eines Herzinfarktes.